# 希爾曼 (蒙大拿州)
希爾曼（英語：Hillman）是位於美國蒙大拿州加拉廷縣的非建制地區。

## 地理
希爾曼所處的海拔為高於海平面1327米（即4354英呎），而該地所採用的時區為UTC-6，即北美山地時區（MST）。同時該地設有夏令時間，為UTC-7調快一小時，即UTC-6（MDT）。